# ルイ2世・ダンジュー
ルイ2世・ダンジュー（Louis II d'Anjou, 1377年10月5日 - 1417年4月29日）は、ナポリ王ラディズラーオ1世の対立王。イタリア語名ではルイージ2世・ダンジョ（Luigi II d'Angiò）。ルイ1世・ダンジューとマリー・ド・ブロワの子で、アンジュー公、プロヴァンス伯。

## 生涯
父はナポリ王位を主張してカルロ3世と争ったが、ルイ2世も同じくナポリ王位を主張、1389年にアヴィニョン対立教皇クレメンス7世によって戴冠を受け、カルロ3世の子ラディズラーオを追放してナポリを占領した。しかし、1399年にラディズラーオにナポリを奪還された。
一方、フランスでは従兄の国王シャルル6世が発狂、政権を巡りシャルル6世の弟オルレアン公ルイと従兄のブルゴーニュ公ジャン1世（無怖公）が対立、1407年にオルレアン公が無怖公に暗殺され、翌1408年に無怖公が事件の自己弁護に務めた集会に出席した。翌1409年の無怖公とオルレアン公の遺児シャルル・ド・ヴァロワの和解式にも立ち会ったが、あまりフランスの政争に関わっていなかった。
フランスよりナポリへ目を向け、1度挫折したナポリ王位をなおも諦めず、1409年にラディズラーオがピサの対立教皇アレクサンデル5世と対立して破門されると、代わりにナポリ王に推されフィレンツェ・シエーナと手を組んでローマを占領していたラディズラーオを追い出した。1411年にヨハネス23世を擁立しローマを占拠したが、1413年にラディズラーオに反撃されヨハネス23世は逃亡、ナポリ王位獲得は失敗に終わった。
以後は妻ヨランド・ダラゴンの勧めでアンジューの経営に専念、1413年にヨランドが娘マリーをシャルル王太子（後のシャルル7世）と婚約させたことでフランス宮廷に近付いたが、1417年に死去。長男のルイ3世がアンジュー公位を継承したが、彼と次男ルネもまたナポリの争乱に関わることになる。

## 子女
アラゴン王フアン1世とルイ2世の従姉にあたる王妃ビオランテ（ヨランド）の娘ヨランド・ダラゴンとアルルで1400年に結婚した。2人の間の成人した子供は次の通り。
- ルイ3世（1403年 - 1434年） - アンジュー公、プロヴァンス伯
- マリー（1404年 - 1463年） - フランス王シャルル7世の王妃。
- ルネ（1409年 - 1480年） - アンジュー公、プロヴァンス伯、バル公、ロレーヌ公、ナポリ王
- ヨランド（1412年 - 1440年） - ブルターニュ公フランソワ1世と結婚。
- シャルル（1414年 - 1472年） - メーヌ伯